# Marguerite Périer
Marguerite Périer (Clermont-Ferrand, 6 de abril de 1646 - ibídem, 14 de abril de 1733) fue una religiosa jansenista francesa, figura destacada de este credo.

## El milagro de la Santa Espina
Hija de Gilberte Pascal, Marguerite era sobrina y ahijada de Blaise Pascal. Ingresó en la abadía de Port Royal des Champs en 1654.
El 24 de marzo de 1656 protagonizó un acontecimiento clave en la historia del jansenismo: la curación considerada milagrosa de una fístula lacrimal que padecía, después de haber tocado una reliquia de la Santa Espina de la corona de Cristo.
El suceso tuvo tal eco que contribuyó a detener durante un tiempo las persecuciones contra la abadía; marcando la evolución religiosa de Blaise Pascal (habitualmente se considera que este episodio fue el punto de partida de las reflexiones consignadas en sus Pensées); y dando lugar a la realización de un ex-voto mucho tiempo atribuido a Philippe de Champaigne.
Este milagro ocupó el centro de las tensiones político-religiosas de la época, y los jansenistas consideraron que era un signo del apoyo de Dios a su causa. Inmediatamente, el jesuita François Annat, confesor del rey, respondió con su obra Le Rabat-joie des jansénistes donde, sin poner en entredicho la realidad del milagro -reconocido por la Iglesia Católica- atacaba directamente a los clérigos de la abadía de Port Royal y analizaba el acontecimiento como una invitación de Dios para que abandonasen la herejía jansenista. A su vez, los jansenistas Antoine Arnauld y Pontchâteau hicieron pública su respuesta, mientras que Pascal dirigía su decimoséptima Carta provincial al padre Annat. A pesar de estas polémicas, el milagro tuvo como consecuencia la interrupción provisional de la represión contra la abadía.
No obstante, este milagro ha sido discutido posteriormente, a medida que han progresado los conocimientos médicos. Marguerite probablemente pudo padecer una simple obstrucción del canal lacrimal.

## Una vida austera y retirada

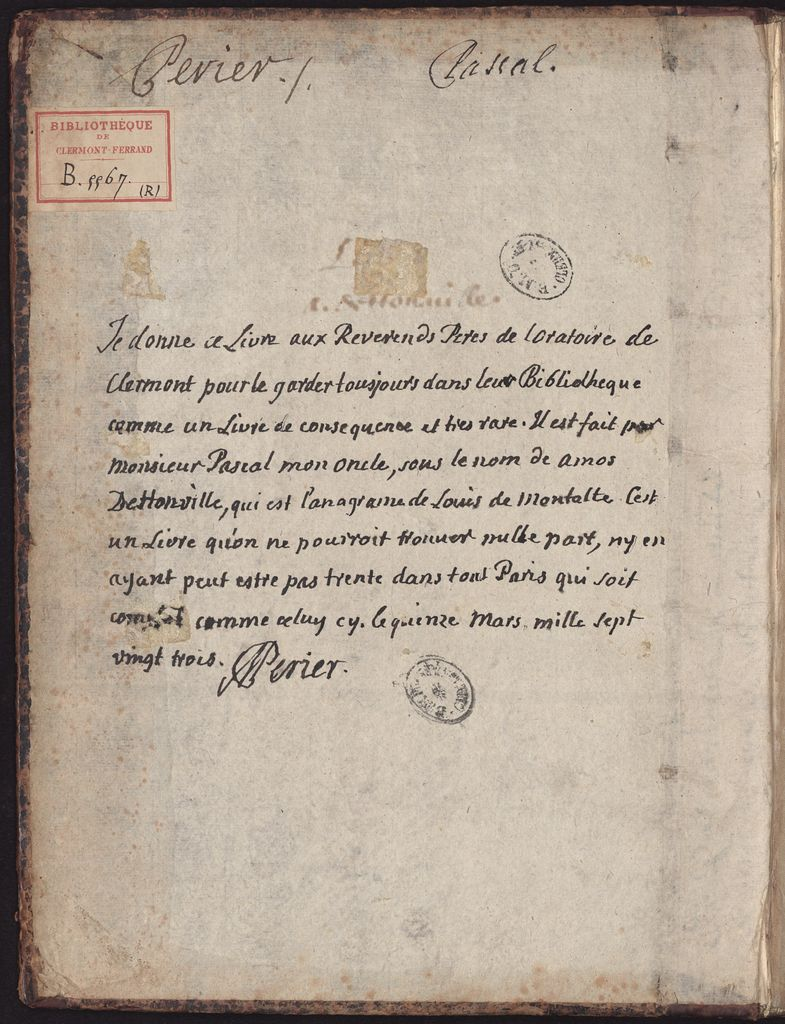
Ex-dono de Marguerite Périer: "Doy este libro a los Reverendos Padres del Oratorio de Clermont...". Firmas Périer y Pascal.

En 1661 fueron expulsadas todas las internas de Port Royal. Marguerite Périer lleva entonces una vida retirada, compartida entre París y Clermont. Sin embargo, conservó fuertes vínculos con sus amigos de Port Royal. En 1700, a petición de su hermano el canónigo Louis Périer, aceptó el cargo de gobernar el templo de Clermont-Ferrand, pero renunció en 1702 en un contexto político difícil.
Se consagró entonces a las obras de caridad, instalandose definitivamente con su hermano en Clermont-Ferrand y fundando una misión a Cournon.
Después de la muerte de su hermano en 1713, se volcó en sus recuerdos de Port Royal, escribiendo sus Memorias (perdidas) y las Additions au nécrologe de Port-Royal, y revisando los escritos sobre su tío. Vendió entonces sus propiedades para fundar el hospital general de Clermont, convertido en heredero universal (y por consiguiente, el de las familias Pascal y Périer) y legó al Oratoire sus papeles y una de las máquinas aritméticas de su tío. Siguió fiel a sus creencias jansenistas hasta el final, apelando a la bula Unigenitus en 1720. Así que se le negó la extremaunción,
a pesar de los deseos del obispo de Clermont. Murió el 14 de abril de 1733, 71 años después que su tío, a la edad de 87 años, una edad respetable en aquella época.